# Robshelfordia dingoensis
Robshelfordia dingoensis är en kackerlacksart som beskrevs av Roth, L. M. 1991. Robshelfordia dingoensis ingår i släktet Robshelfordia och familjen småkackerlackor. Inga underarter finns listade i Catalogue of Life.